# USS Nehenta Bay (CVE-74)
Авіаносець «Нехента Бей» (англ. USS Nehenta Bay (CVE-74)) — ескортний авіаносець США часів Другої світової війни, типу «Касабланка».

## Історія створення
Авіаносець «Нехента Бей» був закладений 20 липня 1943 року на верфі Kaiser Shipyards у Ванкувері під ім'ям Khedive. Початково передбачалась передача корабля ВМС Великої Британії за програмою ленд-лізу, але в процесі будівництва було вирішено, що корабель залишиться у ВМС США, його було перейменовано на «Нехента Бей». Спущений на воду 28 листопада 1943 року, вступив у стрій 3 січня 1944 року.

## Історія служби
Після вступу в стрій авіаносець «Нехента Бей» брав участь в десантній операції на Маріанські острови (червень-липень 1944 року). З серпня 1944 року по серпень 1945 року здійснював прикриття з'єднання плавучого тилу 3-го та 5-го флотів США.
Авіаносець двічі (18 грудня 1944 року та 17 січня 1945 року) отримував штормові пошкодження.
Після закінчення бойових дій корабель перевозив американських солдатів та моряків на батьківщину (операція «Magic Carpet»).
15 травня 1946 року авіаносець «Нехента Бей» був виведений в резерв.
12 червня 1955 року він був перекласифікований в допоміжний авіаносець  CVU–74, 7 травня 1959 року — в допоміжний авіатранспорт AKV-24.
29 червня 1960 року «Нехента Бей» був виключений зі списків флоту і зданий на злам.